# El cascanueces
El cascanueces (del ruso: Щелкунчик) / Schelkúnchik escucharⓘ es un cuento de hadas y ballet estructurado en dos actos, que fue encargado por el director de los teatros imperiales, Iván Vsévolozhsky, en 1891 y se estrenó en 1892. La música fue compuesta por Piotr Ilich Chaikovski entre 1891 y 1892. Se trata de su opus 71 y es el tercero de sus ballets. Inicialmente la coreografía iba a ser creada por Marius Petipa y Lev Ivanov, pero una serie de eventos trágicos apartaron a Petipa del montaje por lo que toda la obra coreográfica quedó en manos de Ivanov. El libreto fue escrito por Iván Vsévolozhsky y el propio Petipa, basándose en la adaptación de Alejandro Dumas del cuento El cascanueces y el rey de los ratones, de E. T. A. Hoffmann.
Antes de su estreno Chaikovski seleccionó ocho de los números del ballet formando la Suite El cascanueces op. 71a, concebida para tocar en concierto. La suite se tocó bajo la dirección del compositor el 19 de marzo de 1892, con ocasión de una reunión de la sección de la Sociedad Musical en San Petersburgo. La suite fue popular desde entonces, aunque el ballet completo no logró su gran popularidad hasta los años sesenta del siglo XX. La música de este ballet se conoce, entre otras cosas, por su uso de la celesta, un instrumento que el compositor ya había empleado en su balada sinfónica El voivoda de 1891. Es el instrumento solista en la Danza del Hada de Azúcar, pero también aparece en otras partes del segundo acto.
La primera representación tuvo lugar el 18 de diciembre de 1892 en el Teatro Mariinski de San Petersburgo. Unos cincuenta años más tarde Walt Disney utilizó parte de la música de El cascanueces en su película Fantasía (1940). Al público le gustó la película y comenzó a interesarse por el ballet. El interés creció cuando el montaje de El cascanueces de George Balanchine fue televisado a finales de 1950. El ballet ha sido representado en muchos lugares diferentes desde entonces y se ha convertido quizá en el más popular de todos los ballets en los países occidentales, principalmente representado en Navidad.

## Historia

### Composición
Tras el éxito de La bella durmiente en 1890, Iván Vsévolozhsky, el director de los Teatros Imperiales, encargó a Chaikovski la composición de un programa doble con una ópera y un ballet. La ópera sería Iolanta. Para el ballet Chaikovski volvería a unir fuerzas con Marius Petipa, con quien ya había colaborado en La bella durmiente. El material que eligió Petipa en esta ocasión fue una adaptación titulada El cuento del cascanueces, que había escrito Alejandro Dumas basándose en El cascanueces y el rey de los ratones de E. T. A. Hoffmann. La trama de la historia de Hoffmann (y la adaptación de Dumas) se simplificó en gran medida para el ballet en dos actos. El cuento de Hoffmann contiene un largo flashback dentro de su trama principal, titulado El cuento de la nuez dura, que explica cómo el príncipe se convirtió en el cascanueces. Este episodio tuvo que ser omitido en el ballet. Petipa proporcionó a Chaikovski instrucciones muy detalladas para la composición de cada número, incluso en cuanto al tempo y el número de compases. La finalización de la obra fue interrumpida durante un corto periodo de tiempo debido a una visita del compositor a Estados Unidos durante 25 días para dirigir los conciertos para la apertura del Carnegie Hall. Chaikovski compuso algunas partes de este ballet en Rouen, Francia.
Chaikovski estaba menos satisfecho con El cascanueces que con su ballet anterior La bella durmiente. Aunque aceptó el encargo de Vsévolozhsky, no tenía un interés particular en componerlo —a pesar de que le escribió a un amigo durante la composición del ballet: «Estoy todos los días cada vez más y más en sintonía con mi tarea»—. Se dice que durante la composición de la música del ballet Chaikovski discutió con un amigo, quien apostó a que el compositor no podría escribir una melodía basada en las notas de la octava en secuencia. Chaikovski le preguntó si importaba que las notas fueran ascendentes o descendentes, a lo que le respondió que no. Esto dio lugar al Grand adagio del Grand pas de deux, en el segundo acto, el cual se suele bailar después del Vals de las flores.

### Representaciones

#### Estreno mundial en San Petersburgo

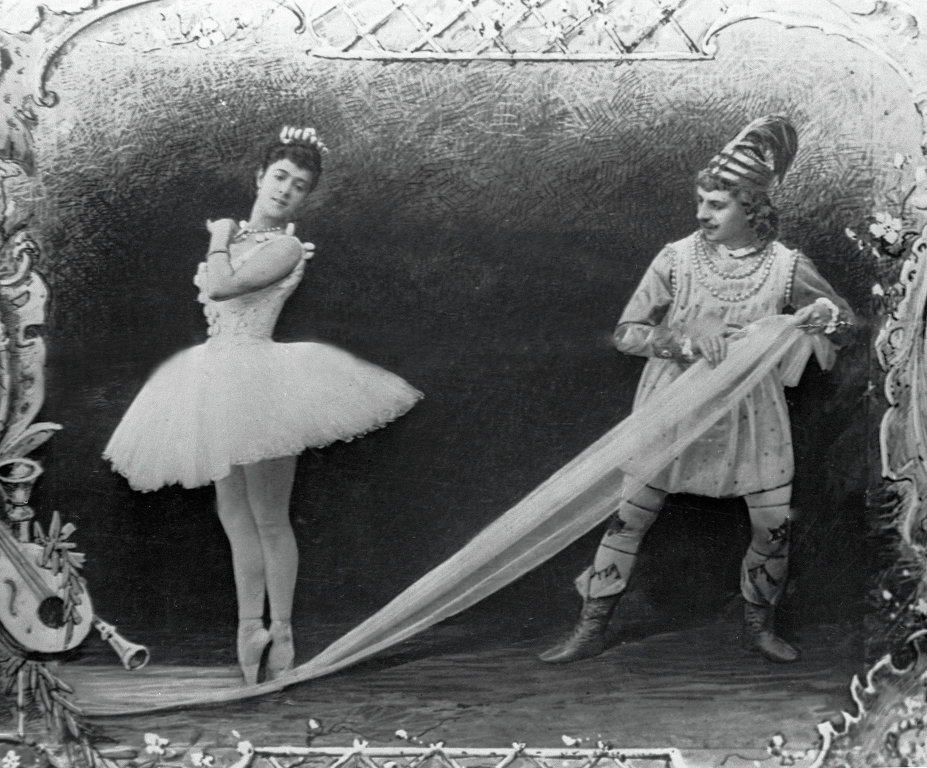
Producción original, 1892.

El ballet se estrenó el 18 de diciembre de 1892 en el Teatro Mariinski de San Petersburgo, Rusia. Formó parte de un doble estreno junto con Iolanta, la última ópera de Chaikovski. El libreto fue elaborado por Marius Petipa, pero lo que ha sido objeto de debate es quién exactamente coreografió la primera producción. Petipa comenzó a trabajar en la coreografía en agosto de 1892, pero ese mismo mes su hija Evgenia, de 15 años, muere de cáncer. Posteriormente, enfermó de una grave afección en la piel, la enfermedad lo alejó del trabajo y se encargó de la tarea Lev Ivánov, su asistente durante siete años. Por lo que no hay seguridad de que Petipa hubiera coreografíado el ballet. A menudo, se atribuye la coreografía a Ivanov, aunque algunas crónicas de la época se la adjudican a Petipa.
La interpretación fue dirigida por Riccardo Drigo, con Antonietta Dell'Era como el Hada de azúcar, Pável Gerdt como el príncipe Coqueluche, Stanislava Belínskaya como Clara, Serguéi Legat como el Príncipe Cascanueces y Timoféi Stukolkin como Drosselmeyer. Los roles de los niños, a diferencia de muchas producciones posteriores, fueron representados por niños reales en lugar de adultos (con Belínskaya como Clara, y Vasili Stukolkin como Fritz), los estudiantes de la Escuela Imperial de Ballet de San Petersburgo.
El estreno de El cascanueces no fue considerado un éxito en su momento. La reacción respecto a los propios bailarines fue ambivalente. Mientras que algunos críticos elogiaron a Dell'Era en su trabajo en pointe como el Hada de azúcar (al parecer ella recibió cinco llamadas de telón), un crítico la calificó como «corpulenta» y «regordeta». Olga Preobrazhénskaya como la muñeca de Columbine fue descrita como «totalmente insípida» por un crítico y como «encantadora» por otro. Un miembro del público describió la coreografía de la escena de la batalla como confusa: «Uno no puede entender nada. Empujando desordenadamente de esquina a esquina y corriendo hacia atrás y hacia adelante –bastante amateur–». El libreto fue criticado por ser «desequilibrado» y por no ser fiel al cuento de Hoffmann.
Muchas de las críticas se centraron en que aparecen los niños de manera prominente en el ballet, y muchos lamentaron el hecho de que la bailarina no bailaba hasta el Grand pas de deux cerca del final del segundo acto (lo que no ocurría hasta casi la medianoche durante el programa). Algunos encontraron la transición entre el mundo terrenal de la primera escena y el mundo de fantasía del segundo acto demasiado abrupto. La partitura de Chaikovski recibió una mejor acogida. Algunos críticos lo describieron como «asombrosamente rico en inspiración detallada» y «de principio a fin, bella y melodiosa, original y característica». Pero incluso esto no fue unánime, ya que algunos críticos encontraron la escena de la fiesta «pesada» y el Grand pas de deux "insípido".

#### Otras producciones notables
- 1919: con coreografía de Aleksandr Gorski. Eliminó el Hada de azúcar y su caballero, adjudicando sus danzas a Clara y el Príncipe Cascanueces que eran interpretados por adultos en lugar de niños. La suya fue la primera producción en hacerlo.
- 1927: con coreografía de Ede Brada para la Royal Opera House de Budapest, en una versión abreviada.[10]
- 1934: con coreografía de Vasili Vainonen para el Teatro Kírov de Leningrado. Su versión de la obra abordó muchas de las críticas al montaje original de 1892, eligiendo a bailarines adultos para los papeles de Clara y el Príncipe, como había hecho Gorski. Tuvo influencia sobre varias producciones posteriores.[4]
- 1934: con coreografía de Nicholas Sergeyev en Inglaterra, siguiendo la coreografía original. La primera representación completa fuera de Rusia. Se han celebrado representaciones anuales del ballet allí desde 1952.[11]
- 1940: con coreografía de Alexandra Fiódorova por el Ballet Ruso de Monte Carlo en Nueva York. Es otra versión abreviada del ballet una vez más, conforme a la versión de Petipa.[12]
- 1944: con coreografía de Willam Christensen para el ballet de San Francisco. El primer montaje completo del ballet en Estados Unidos fue el 24 de diciembre de 1944. Esta fue la primera compañía estadounidense que hizo de este ballet una tradición anual; y durante diez años fue la única que representaba el ballet completo en EE. UU. De hecho, sigue representándose en la actualidad. El éxito de esta versión supuso el primer paso para que El cascanueces se constituyera en una tradición navideña anual por todo el mundo a finales de la década de 1960.
- 1944: con coreografía de George Balanchine para el New York City Ballet. Desde entonces El cascanueces de Balanchine se representa en Nueva York cada año. Se ha representado dos veces en vivo por televisión, aunque no fue bien recibida su primera edición televisada en el programa Seven Lively Arts (Siete Artes Alegres) y protagonizada por Macaulay Culkin en su único personaje de ballet en pantalla. En la versión de Balanchine los personajes de Clara (aquí llamada Marie) y el cascanueces son interpretados por niños; por lo tanto su coreografía es menos difícil que la de los adultos.
- 1957: con coreografía de David Lichine para el London Festival Ballet en Londres.
- 1966: con coreografía de Yuri Grigoróvich para el Teatro Bolshói de Moscú.
- 1967: con coreografía de John Cranko para el ballet de Stuttgart.
- 1968: con coreografía de Rudolf Nuréyev para el Teatro Real de Estocolmo.
- 1973: con coreografía de Margaret Mehuys para el ballet Ouest de Montréal en Montreal.
- 1974: sin coreografía de Emerson, Lake & Palmer en el disco I Believe in Father Christmas.
- 1976: con coreografía de Roland Petit para el ballet de Marsella en París.
- 1976: con coreografía de Mijaíl Barýshnikov para American Ballet Theatre, que se estrenó en el Centro Kennedy. Esta versión desafió seriamente la popularidad de la versión de Balanchine. En 1977 la CBS la televisión por primera vez con interrupciones comerciales limitadas. Esta versión tiene una nueva coreografía y es un clásico navideño en la televisión actual. Barýshnikov omite al Hada de azúcar y al Príncipe Koklyush, y les da sus danzas a Clara y al Príncipe Cascanueces; así que en su versión, los últimos no son simplemente espectadores en el segundo acto. Además, aunque suena la música de la Mamá Jengibre, nunca la vemos; solo cuatro payasos de la corte que bailan la danza. El hermano de Clara, Fritz, no quiebra el cascanueces, sino un invitado borracho sin nombre a la fiesta de Navidad que está intentando hacer que el juguete crezca hasta ser de tamaño natural. La última vez que se lo ve en forma humana es mientras se va achispado con los otros invitados, pero al final se convierte en el rey de los ratones en el sueño de Clara.
Originariamente, la versión teatral era protagonizada por Barýshnikov, Marianna Tcherkassky como Clara, y Alexander Minz como Drosselmeyer. Pero la versión televisiva Gelsey Kirkland era Clara, siendo este uno de los personajes más memorables de Gelsey. Salvo Tcherkassky, el resto del reparto en la versión teatral también actuaron en la versión televisiva. Esta versión se rodó en vídeo en un estudio de televisión (sin audiencia) en Toronto. Desde entonces, El cascanueces de Barýshnikov es la versión de televisión más popular y la más vendida en vídeo y DVD, superando a cualquier otra versión en vídeo tanto del El cascanueces (incluyendo la película de la versión de Balanchine de 1993) como de cualquier otro ballet. Todavía se televisa anualmente en algunos canales de PBS.
En 2004, se remasterizó y reeditó en DVD con evidentes mejoras en cuanto a la imagen y el sonido. Es una de dos únicas versiones del ballet que han sido candidatas a un premio Emmy; la otra fue la versión exagerada y satírica de Mark Morris, The Hard Nut (lit. 'La nuez dura'), televisada por PBS en 1992. Por otra parte, Seven Lively Arts ganó un Emmy como el mejor programa nuevo de 1957, así que se podría decir que El cascanueces jugó un papel en la victoria, aunque el ballet no se mencionó específicamente. Varios años después, Alessandra Ferri bailó el personaje de Clara en un revival de la representación de Barýshnikov.

- 1996: con coreografía de Vicente Nebrada para la compañía de ballet del Teatro Teresa Carreño en Caracas.[13][14] Esta versión del ballet se ha bailado de manera ininterrumpida en el Teatro Teresa Carreño desde su estreno en 1996.
- 2008: con coreografía de Javier Mejía para el Teatro Municipal en Santiago de Cali.
- 2019: Con coreografía de Ana Paulina Gamboa para el Teatro Ricardo Castro en Victoria de Durango.

Desde las producciones de Gorski, Vainonen y Balanchine, muchos otros coreógrafos han hecho sus propias versiones. Algunos incluyen los cambios realizados por Gorski y Vainonen mientras que otros, como Balanchine, emplean el libreto original. Entre las producciones más notables se incluyen las de Rudolf Nuréyev para el Royal Ballet, Yuri Grigoróvich para el Teatro Bolshói, Mijaíl Barýshnikov para el American Ballet Theatre y Peter Wright para el Royal Ballet y el ballet de Birmingham.
En los últimos años, han aparecido producciones revisionistas como las de Mark Morris, Matthew Bourne y Mijaíl Shemiakin, los cuales parten directamente del libreto original de 1892 así como del reposición de Vainonen. Por su parte, la versión de Maurice Bejart descarta por completo la trama y los personajes originales. Además de las puestas en escena en vivo anuales de la obra, muchos montajes también han sido televisados y/o editados en video.

## Libreto

### Personajes
Las dos listas de personajes se derivan de la partitura, indicados según la reimpresión de la edición soviética. Las producciones del ballet varían su fidelidad en función a esta asignación de los personajes.
Personajes según la traducción de los preámbulos a la edición soviética:
- Presidente
- Su esposa
- Sus hijos:
  - Clara [María] (Клара [Мари] en la partitura)
  - Fritz
- Mariana, sobrina del Presidente
- Concejal Drosselmeyer, padrino de Clara y Fritz
- Cascanueces
- Hada de Azúcar, soberana de los dulces
- Príncipe Koklyush [Orgeat]
- Mayordomo
- Arlequín
- Tía Milli
- Soldado
- Columbina
- Mamá Gigogne [Mamá Jengibre]
- Rey de los ratones
- Parientes, invitados, personas en vestuario, niños, ángeles, sirvientes, ratones, muñecas, conejos, juguetes, soldados, gnomos, copos de nieve, hadas, dulces, pasteles, confituras, moros, pajes, princesas, séquitos, payasos, pastoras, flores, etc.

La extrapolación siguiente de los personajes, más detallada y algo diferente (en orden de aparición), se ha sacado de un examen de las acotaciones a la partitura en su edición soviética —edición en la que se imprimieron en el original francés con traducciones rusas añadidas como notas a pie de página—:
| Acto I - Presidente - Su esposa - Invitados - Niños, incluyendo: - Clara y Fritz [hijos del Presidente] - Padres vestidos como incroyables ('increíbles') - Concejal Drosselmeyer - Muñecas [con resorte]: - Arlequín y Columbina, que salen de un repollo [1.er regalo] - Soldado, que sale de un pastel o una tarta [2.º regalo] - Cascanueces [3.er regalo, al principio un juguete de tamaño normal, después un «hablante» de tamaño natural, luego un príncipe] - Búho [en un reloj, que se vuelve Drosselmeyer] - Ratones - Centinela [personaje hablante] - Conejos-tambores - Soldados [del Cascanueces] - Rey de los ratones - Gnomos, con antorchas - Copos de nieve | Acto II - Hada de azúcar - Clara - Príncipe - 12 pajes - [Miembros eminentes de la corte] - [Bailarines de la danza española] - [Bailarines de la danza árabe] - [Bailarines de la danza china] - [Bailarines de la danza rusa] - [Bailarinas de la danza de las flautas de lengüeta (fr. mirlitons; rus. = пастушки, pastoras)] - Madre Gigogne - Payasos (fr. polichinelles) - Flores - Príncipe Orgeat [Koklyush] |

### Argumento
La historia varía de un montaje a otro, aunque la mayoría sigue el esquema básico. Los nombres de los personajes también varían. En el cuento original de E. T. A. Hoffmann la joven heroína se llama Marie o María Stahlbaum y Clara o Klärchen es el nombre de una de sus muñecas. En la adaptación de Dumas, en la que Petipa basó su libreto, su nombre es Marie Silberhaus. Así pues la protagonista puede aparecer con el nombre Clara, Marie o María y con el apellido Stahlbaum o bien Silberhaus. A continuación se muestra un resumen basado en el libreto original de Marius Petipa de 1892.
Acto I

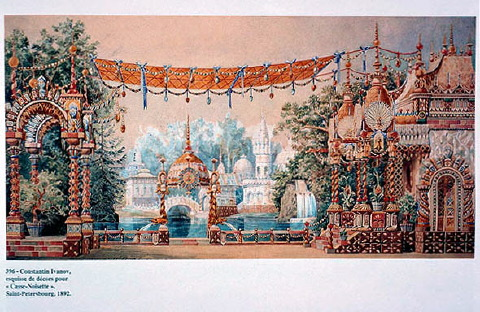
Dibujo original de Konstantín Ivanov para el escenario del primer acto, 1892.

Escena 1: El hogar de los Stahlbaum.
La obra empieza con una obertura en miniatura igual que la suite. La música crea el ambiente cuento de hadas mediante los registros altos de la orquesta. El telón se abre y muestra la casa de los Stahlbaum en la víspera de Navidad, donde Clara, su hermano Fritz y sus padres preparan decorando el árbol para la fiesta de esa noche con amigos y familia. Las festividades comienzan. Se interpreta una marcha. Cuando el reloj de búho de la abuela da las ocho, un misterioso personaje entra en la habitación. Es Drosselmeyer, un concejal local, mago y el padrino de Clara, que también es un talentoso fabricante de juguetes que ha traído regalos para los niños. Todos están felices salvo Clara, quien no ha recibido un regalo todavía. Drosselmeyer les enseña entonces tres muñecas de tamaño natural que bailan. Cuando terminan su danza, Clara se acerca a Drosselmeyer pidiendo un regalo. Drosselmeyer tiene otro juguete. Es un cascanueces con la forma tradicional de un soldado en uniforme de formación. Clara está encantada, pero su hermano siente envidia y lo rompe. La fiesta termina y la familia Stahlbaum se acuesta. Mientras todos duermen Drosselmeyer arregla el cascanueces. Cuando el reloj toca la medianoche Clara se despierta y ve que su ventana está abierta. De repente, los ratones comienzan a llenar la sala, el árbol de Navidad comienza a crecer y el cascanueces cobra vida. Clara se encuentra a sí misma en medio de una batalla entre un ejército de soldados de jengibre y los ratones dirigidos por el rey de los ratones. Aquí Chaikovski mantiene el clima de miniatura de la obertura, colocando la mayor parte de la música de batalla en los registros altos de la orquesta. El cascanueces aparece para conducir a los soldados de jengibre, a los que se unen soldaditos de plomo y muñecas que sirven como médicos para llevarse a los heridos. Como el rey de los ratones avanza hacia el cascanueces aún herido, Clara le ayuda sosteniendo la cola del rey de los ratones y tirándole un zapato; el cascanueces aprovecha la oportunidad y apuñala al rey, que muere.
Escena 2: Un bosque de pinos.
Los ratones se retiran y el cascanueces se transforma en un príncipe. Ambos viajan hacia un bosque de pinos en el que los copos de nieve bailan a su alrededor. Las hadas y reinas bailan para darles la bienvenida. La música expresa las maravillosas imágenes con un coro de niños sin palabras. Cae el telón y termina el primer acto.
En el cuento original de Hoffmann y en las versiones de 1985 y 2001, el príncipe es el sobrino de Drosselmeyer, a quien el rey de los ratones había convertido en un cascanueces. Todos los acontecimientos tras la fiesta de Navidad se solucionan por Drosselmeyer al eliminar el hechizo.
Acto II
Escena 1: El reino de los dulces.

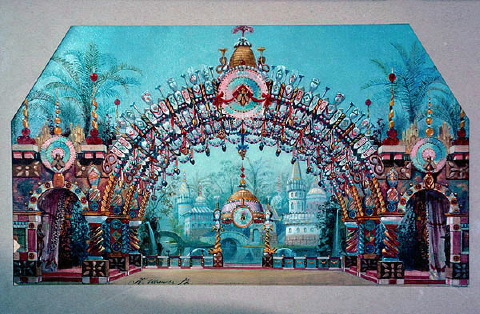
Dibujo original de Konstantín Ivanov para el escenario del segundo acto, 1892.

Clara, el cascanueces y Drosselmeyer llegan al reino de los dulces donde los recibe el Hada de azúcar, su caballero y el resto de los dulces. Se suceden una danza española a veces identificada con el chocolate, una danza china relacionada con el té, una danza árabe relacionada con el café y una danza rusa a veces llamada bastones de caramelo (la danza rusa es el Trepak). También Mamá Jengibre y sus polichinelas (bombones o payasos de la corte en la versión de Barýshnikov), las flautas de lengüeta (pastoras de marzipan o mirlitones), el Hada de azúcar y el Vals de las flores. Pero las danzas en el reino de los dulces no siempre siguen el mismo orden. Después de las celebraciones, Clara se despierta bajo el árbol navideño con su cascanueces de madera, alegre por su maravillosa aventura y cae el telón.
En la versión de Balanchine nunca se ve a Clara despertándose, sino que tras todas las danzas en el reino de los dulces, ella y el príncipe se deslizan en un trineo tirado por renos y finaliza la obra. El sueño ha sido real, como en el cuento original de Hoffmann. La versión del Royal Ballet también lo representa de esta manera. Finalmente, el sobrino de Drosselmeyer que había sido transformado en cascanueces, reaparece bajo forma humana en la juguetería de su tío.

## Instrumentación
La partitura está escrita para un coro y una orquesta formada por:
- Viento madera: 3 flautas (2ª y 3ª doblando al flautín), 2 oboes, 1 corno inglés, 2 clarinetes en si bemol y la, 1 clarinete bajo en si bemol y la, 2 fagotes.
- Viento metal: 4 trompas en fa, 2 trompetas en si bemol y la, 3 trombones, 1 tuba.
- Percusión: timbales, bombo, caja, platillos, triángulo, pandereta, castañuelas, tam-tam, glockenspiel, instrumentos infantiles (sonajero, trompeta, tambor, cucú, codorniz).
- Teclado: celesta (o piano).
- Cuerda: 2 arpas y una sección de cuerdas con violines I y II, violas, violonchelos y contrabajos.
- Voces: coro de niños (o femenino) (SA) [sólo fuera de escena en el Acto 1, n.º 9, sin palabras].

## Estructura y análisis
Lista de actos, escenas (cuadros) y los números musicales, junto con las indicaciones de tempo. Los números se desglosan con arreglo a los títulos rusos y franceses originales de la primera edición de la partitura (1892), la partitura de la reducción para piano hecha por Serguéi Tanéyev (1892), ambas publicadas por P. Jurgenson en Moscú, y la edición recopilada rusa de las obras del compositor, tal como se publicó en Melville, Nueva York: Belwin Mills [n.d.]
| Escena     | N.º | Español | Francés | Ruso | Indicación de tempo | Notas                                                                                               |
| ---------- | --- | --- | --- | --- | --- | --------------------------------------------------------------------------------------------------- |
| Acto I     |     | | | | | |
|            |     | Obertura miniatura | Ouverture miniature | Увертюра | Allegro giusto | |
| Cuadro I   | 1   | Escena (El Árbol de Navidad) | Scène (L'arbre de Noël) | Сцена (Сцена украшения и зажигания ёлки) | Allegro non troppo – Più moderato – Allegro vivace                                                                          | Escena de decoración e iluminación del árbol de Navidad                                             |
| Cuadro I   | 2   | Marcha | Marche | Марш | Tempo di marcia viva | |
| Cuadro I   | 3   | Galope de los niños y Danza de los padres | Petit galop des enfants et Entrée des parents | Детский галоп и вход (танец) родителей | Presto – Andante – Allegro                                                                                                  | |
| Cuadro I   | 4   | Escena de danza (Llegada de Drosselmeyer) | Scène dansante | Сцена с танцами | Andantino – Allegro vivo – Andantino sostenuto – Più andante – Allegro molto vivace – Tempo di Valse – Presto               | Llegada de Drosselmeyer y reparto de regalos                                                        |
| Cuadro I   | 5   | Escena y Vals del Abuelo | Scène et danse du Gross-Vater | Сцена и танец Гросфатер | Andante – Andantino – Moderato assai – Andante – L'istesso tempo – Tempo di Gross-Vater – Allegro vivacissimo               | |
| Cuadro I   | 6   | Escena (Clara y el cascanueces) | Scène | Сцена | Allegro semplice – Moderato con moto – Allegro giusto – Più allegro – Moderato assai                                        | Partida de los huéspedes                                                                            |
| Cuadro I   | 7   | Escena (La Batalla) | Scène | Сцена | Allegro vivo | |
| Cuadro II  | 8   | Escena (Un bosque de pinos en invierno) | Scène | Сцена | Andante | o "Viaje a través de la nieve"                                                                      |
| Cuadro II  | 9   | Vals de los copos de nieve | Valse des flocons de neige | Вальс снежных хлопьев | Tempo di Valse, ma con moto – Presto                                                                                        | |
| Acto II    |     | | | | | |
| Cuadro III | 10  | Escena (El Castillo Mágico en el Reino de los Dulces) | Scène | Сцена | Andante | Introducción                                                                                        |
| Cuadro III | 11  | Escena (Clara y el cascanueces) | Scène | Сцена | Andante con moto – Moderato – Allegro agitato – Poco più allegro – Tempo precedente                                         | Llegada de Clara y el Príncipe                                                                      |
| Cuadro III | 12  | Divertissement a. Chocolate (danza española) b. Café (danza árabe) c. Té (danza china) d. Bastones de caramelo (danza rusa) e. Danza de los Mirlitones f. Madre jengibre y los Polichinelas | Divertissement a. Le chocolat (Danse espagnole) b. Le café (Danse arabe) c. Le thé (Danse chinoise) d. Trepak (Danse russe) e. Les Mirlitons (Danse des Mirlitons) f. La mère Gigogne et les polichinelles | Дивертисмент a. Шоколад (Испанский танец) b. Кофе (Арабский танец) c. Чай (Китайский танец) d. Трепак (Русский танец) e. Танец пастушков f. Полишинели | Allegro brillante Commodo Allegro moderato Tempo di trepak, molto vivace Andantino Allegro giocoso – Andante – Allegro vivo | o "Danza de los Mirlitones" o "Madre jengibre y sus hijos", "Danza de los payasos" o "Polichinelas" |
| Cuadro III | 13  | Vals de las flores | Valse des fleurs | Вальс цветов | Tempo di Valse | |
| Cuadro III | 14  | Pas de deux Intrada (Hada de azúcar y su caballero) Variación I: Tarantella (para bailarín masculino) Variación II: Danza del hada de azúcar (para bailarina femenina) Coda                 | Pas de deux La Fée-Dragée et le Prince Orgeat Variation I: Tarantelle (Pour le danseur) Variation II: Danse de la Fée-Dragée (Pour la danseuse) Coda                                                       | Па-де-дё Танец принца Оршада и Феи Драже Вариация I: Тарантелла Вариация II: Танец Феи Драже Кода                                                      | Andante maestoso Tempo di Tarantella Andante ma non troppo – Presto Vivace assai                                            | o "Hada de azúcar y su caballero"                                                                   |
| Cuadro III | 15  | Vals final y Apoteosis | Valse finale et Apothéose | Финальный вальс и Апофеоз | Tempo di Valse – Molto meno                                                                                                 | |

(El autor de este análisis es desconocido) La música del ballet de Chaikovski es una de sus partituras más populares. La música pertenece al período romántico y contiene algunas de sus melodías más memorables, varias de las cuales se escuchan con frecuencia en la televisión y el cine, especialmente durante las Navidades. La danza rusa o Trepak es una de las piezas más reconocidas del ballet junto con números tan célebres como Vals de las flores, Marcha o Danza del Hada de Azúcar. El ballet contiene armonías asombrosamente avanzadas y una riqueza de invención melódica sin igual en la música de ballet. No obstante, la reverencia del compositor por la música rococó y la música de finales del siglo XVIII pueden detectarse en pasajes como la obertura, Entrée des parents y Tempo di Grossvater en el primer acto.
Una novedad en la partitura original de Chaikovski fue el uso de la celesta, un nuevo instrumento que el compositor había descubierto en París. Lo quería para caracterizar al personaje del Hada de azúcar debido a su "sonido dulce y celestial". Aparece no sólo en su "Danza", sino también en otros pasajes en el segundo acto. Chaikovski estaba orgulloso del efecto de la celesta y quería que su música se tocase rápidamente para el público, antes de que pudiera ser "descubierto". Sin embargo, lo primero que escribió para la celesta está incluido en su balada sinfónica El voivoda del año anterior. En el ballet también utiliza instrumentos de juguete durante la escena de la fiesta de Navidad.
Se cuenta que Chaikovski discutió con un amigo que apostaba que el compositor no podía escribir una melodía basada en las notas de la escala de una octava en secuencia. Chaikovski preguntó si importaba que las notas estuviesen en orden ascendente o descendente y se le aseguró que no. Esto resultó en el Adagio del Gran pas de deux que suele seguir inmediatamente al Vals de las flores. Por otra parte, se cuenta que la hermana de Chaikovski había muerto poco antes de que comenzara la composición del ballet, y que esto le influyó para componer una melancólica melodía con una escala descendente para el Adagio del Gran pas de deux.
Chaikovski estaba menos satisfecho con El cascanueces que con La bella durmiente. En la película Fantasía, el comentarista Deems Taylor señala que «en realidad detestaba» la partitura. Chaikovski aceptó el encargo de Vsévolozhsky pero no quería escribir el ballet especialmente. El propio compositor, mientras componía la obra, escribió a un amigo: «Estoy todos los días cada vez más y más en sintonía con mi tarea».
El ballet original solo dura unos 85 minutos si se representa sin aplauso o un intermedio, y por lo tanto es mucho más corto que El lago de los cisnes o La bella durmiente. Sin embargo, algunas puestas en escena modernas han omitido o reordenado parte de la música, o bien han insertado selecciones de otros lugares, aumentando así la confusión sobre las suites. De hecho, la mayoría de las versiones más famosas del ballet han reorganizado ligeramente el orden de las danzas o incluso han modificado la propia música.
Por ejemplo la versión de 1954 montada por George Balanchine para el New York City Ballet añade a la partitura original un entr'acte que el compositor había escrito para el segundo acto de La bella durmiente, pero que ahora rara vez se toca en las producciones de ese ballet. Se utiliza como una transición entre la salida de los huéspedes y la batalla con los ratones. Casi todas las grabaciones en LP y CD de la partitura completa del ballet de Chaikovski la presentan exactamente como él la concibió.

## Versiones

### Chaikovski
Chaikovski hizo una selección de ocho números del ballet antes de su estreno en diciembre de 1892. Con ellos formó la Suite El cascanueces, op. 71a concebida para ser interpretada en forma de concierto. La suite se interpretó por primera vez bajo la batuta del propio compositor el 19 de marzo de 1892 en una asamblea de la sección de la Sociedad Musical de San Petersburgo. La suite fue un éxito desde el primer momento, con un bis de casi cada número en la interpretación de su estreno, mientras que el ballet completo no llegó a alcanzar su gran popularidad hasta después del montaje de George Balanchine que triunfó en la ciudad de Nueva York. La suite llegó a ser muy popular en el ámbito concertístico y apareció en la película Fantasía de Disney. La Suite El cascanueces no debe ser confundida con el ballet completo. El esquema siguiente representa la selección y secuencia escogida de la suite por el compositor.
I. Obertura miniatura
II. Danzas características
a. Marcha
b. Danza del hada de azúcar [con un final distinto la versión del ballet]
c. Danza rusa (Trepak)
d. Danza española
e. Danza china
f. Danza de los Mirlitones
III. Vals de las flores.
Una segunda suite, menos conocida y menos frecuentemente tocada, de algunos de los otros números ha sido grabada en alguna ocasión:
Acto I, Cuadro I: n.º 4 & 5
Acto II: Adagio del Grand pas de deux
Acto II: Introducción, Escena danzante y Danza española
Acto II: Vals final y Apoteosis.
Algunos directores, como Robert Irving del New York City Ballet, han hecho grabaciones en disco de las dos suites del ballet de Chaikovski. Durante muchos años Irving dirigió el montaje anual de El cascanueces del New York City Ballet, incluyendo la transmisión por televisión en Playhouse 90 de la cadena CBS en 1958.

### Grainger
Paráfrasis sobre el Vals de las flores de Chaikovski es un exitoso arreglo para piano de uno de los movimientos de El cascanueces llevado a cabo por el pianista y compositor Percy Grainger.

### Pletniov
El pianista y director de orquesta Mijaíl Pletniov adaptó parte de la música para elaborar una virtuosa suite de concierto para piano solo, con la siguiente estructura:
a. Marcha
b. Danza del hada de azúcar
c. Tarantella
d. Intermezzo
e. Trepak ruso
f. Danza china
g. Andante.

### Otros arreglos
- En 1942 Freddy Martin y su orquesta grabaron The Nutcracker Suite for Dance Orchestra en un conjunto de cuatro discos de 10 pulgadas y de 78 RPM. Se trataba de un arreglo de la suite que oscilaba entre la música de baile y el jazz, que fue lanzado por RCA Victor.[21]
- En diciembre de 1945, y de nuevo en 1971, se lanza la versión humorística de Spike Jones como parte del LP Spike Jones is Murdering the Classics (Spike Jones está asesinando a los clásicos). Es uno de los pocos discos de pop cómicos que se publicará en el prestigioso sello RCA Red Seal.
- En 1960 Duke Ellington y Billy Strayhorn compusieron unas interpretaciones de jazz partiendo de piezas de la partitura de Chaikovski, que fueron grabadas y publicadas en un LP titulado The Nutcracker Suite.[22] En 1999 esta suite se complementó con arreglos adicionales de la partitura de David Berger para el disco The Harlem Nutcracker, una producción del ballet hecha por Donald Byrd ambientada en el Renacimiento de Harlem.
- En 1960 Shorty Rogers editó The Swingin' Nutcracker, que incluía interpretaciones de jazz de piezas de la partitura de Chaikovski.
- En 1962 el poeta y humorista americano Ogden Nash escribió unos versos inspirados en el ballet,[23] y estos versos algunas veces han sido interpretados en las versiones de concierto de la Suite El cascanueces. Peter Ustinov fue grabado recitando los versos y la música sin modificaciones con respecto al original.[24]
- En 1962 un novedoso arreglo boogie-woogie para piano de la Marcha titulado "Nut Rocker", fue el sencillo número uno en el Reino Unido y el n.º 21 en Estados Unidos. Fue creado por B. Bumble and the Stingers y producido por Kim Fowley, con la participación de los músicos de sesión Al Hazan al piano, Earl Palmer en la batería, Tommy Tedesco a la guitarra y Red Callender en el bajo.[25] Posteriormente "Nut Rocker" fue versionada por muchos otros artistas como The Shadows, Emerson, Lake & Palmer, The Ventures, Dropkick Murphys, The Brian Setzer Orchestra y Trans-Siberian Orchestra. La versión en rock instrumental de The Ventures, conocida como "Nutty", suele relacionarse con el equipo de NHL los Boston Bruins, ya que fue utilizada como sintonía en la retransmisión por televisión de los partidos de los Bruins durante más de dos décadas desde finales de la década de 1960. En 2004 The Invincible Czars arreglaron y grabaron la suite completa para grupo de rock; y la interpretan anualmente.
- En 1981, el compositor inglés Louis Clark hizo una mezcla musical popurrí de las canciones de esta banda, con el nombre Hooked on Tchaikovsky; en un arreglo interpretado por la Royal Philharmonic Orchestra.
- En 1992 Los Angeles Guitar Quartet (LAGQ) grabaron un arreglo de la suite para cuatro guitarras acústicas en su disco Dances from Renaissance to Nutcracker en Delos.
- En 1996 se publica el primer álbum de Trans-Siberian Orchestra, Christmas Eve and Other Stories, que incluye una pieza instrumental titulada "A Mad Russian's Christmas". Se trata de una versión rock de música de El cascanueces.
- En 1997 Wolf Hoffmann, guitarrista de la banda Accept, en su álbum Classical hace su versión de la Danza árabe.
- En 1998 La orquesta Shirim Klezmer publicó una versión klezmer titulada Klezmer Nutcracker en el sello Newport. En este disco se basó la producción de Ellen Kushner titulada The Klezmer Nutcracker y representada en Broadway en Nueva York en diciembre de 2008.[26]
- En 2008 Christmas at the Devil's House lanzó una versión metal progresivo / rock instrumental de la Suite El cascanueces. Incluye Obertura miniatura, Marcha, Danza del hada de azúcar, Danza rusa, Danza china, Danza árabe, Danza de los Mirlitones y Vals de las flores.
- En 2009 Pet Shop Boys utilizó una melodía de la Suite El cascanueces para su canción "All Over the World" incluida en su álbum Yes.
- En 2010 el rapero belga Lunaman tuvo un éxito con "Nutcracka" que incluía una melodía de El cascanueces como coro de la canción.[27]
- En 2012 el pianista de jazz Eyran Katsenelenbogen publicó sus interpretaciones de las siguientes piezas: Danza del hada de azúcar, Danza de los Mirlitones, Danza rusa y Vals de las flores de la Suite El cascanueces.
- En 2012 el Duo Symphonious grabó una versión extendida de la suite en un arreglo para dos guitarras clásicas en su álbum de debut The Portable Nutcracker. Su versión incluye Un bosque de pinos en invierno así como el Pas de deux completo.
- The Disco Biscuits, una jam band de trance-fusión de Filadelfia ha tocado el Vals de las flores y la Danza del hada de azúcar en múltiples ocasiones.

## Galería

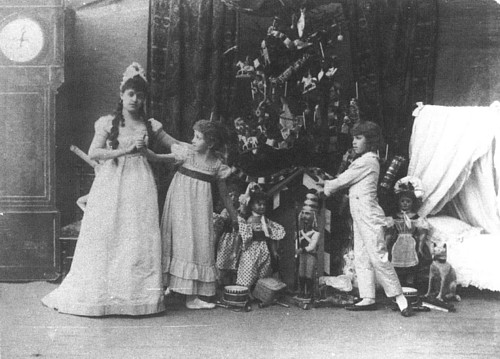
Lydia Rubtsova (Marianna), Stanislava Belínskaya (Clara) y Vasili Stukolkin (Fritz) en el montaje original, 1892.
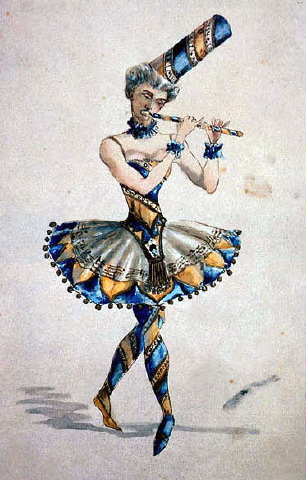
Diseño de vestuario de Iván Vsévolozhsky, 1892.
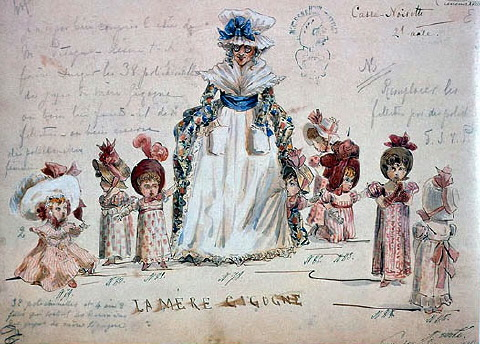
Diseño de vestuario para Madre Gigogne y sus polichinelas de Iván Vsévolozhsky, 1892.
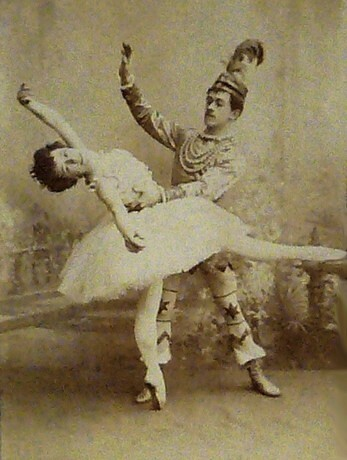
Olga Preobrazhénskaya (hada del azúcar) y Nikolái Legat (Príncipe Coqueluche) en el Grand pas de deux, c. 1900.
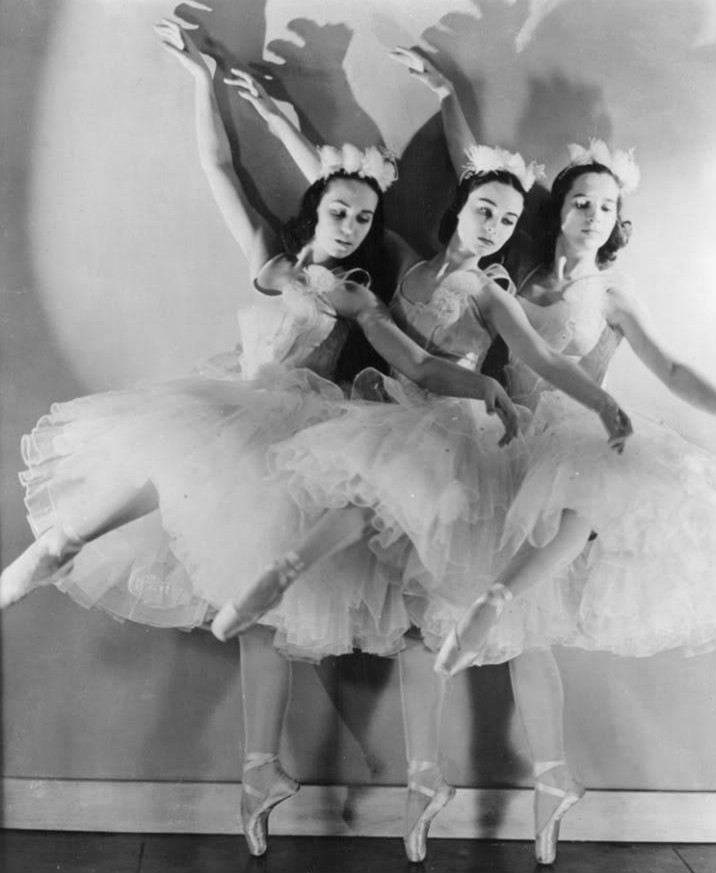
Montaje de los Ballets Russes de Monte-Carlo, 1940.
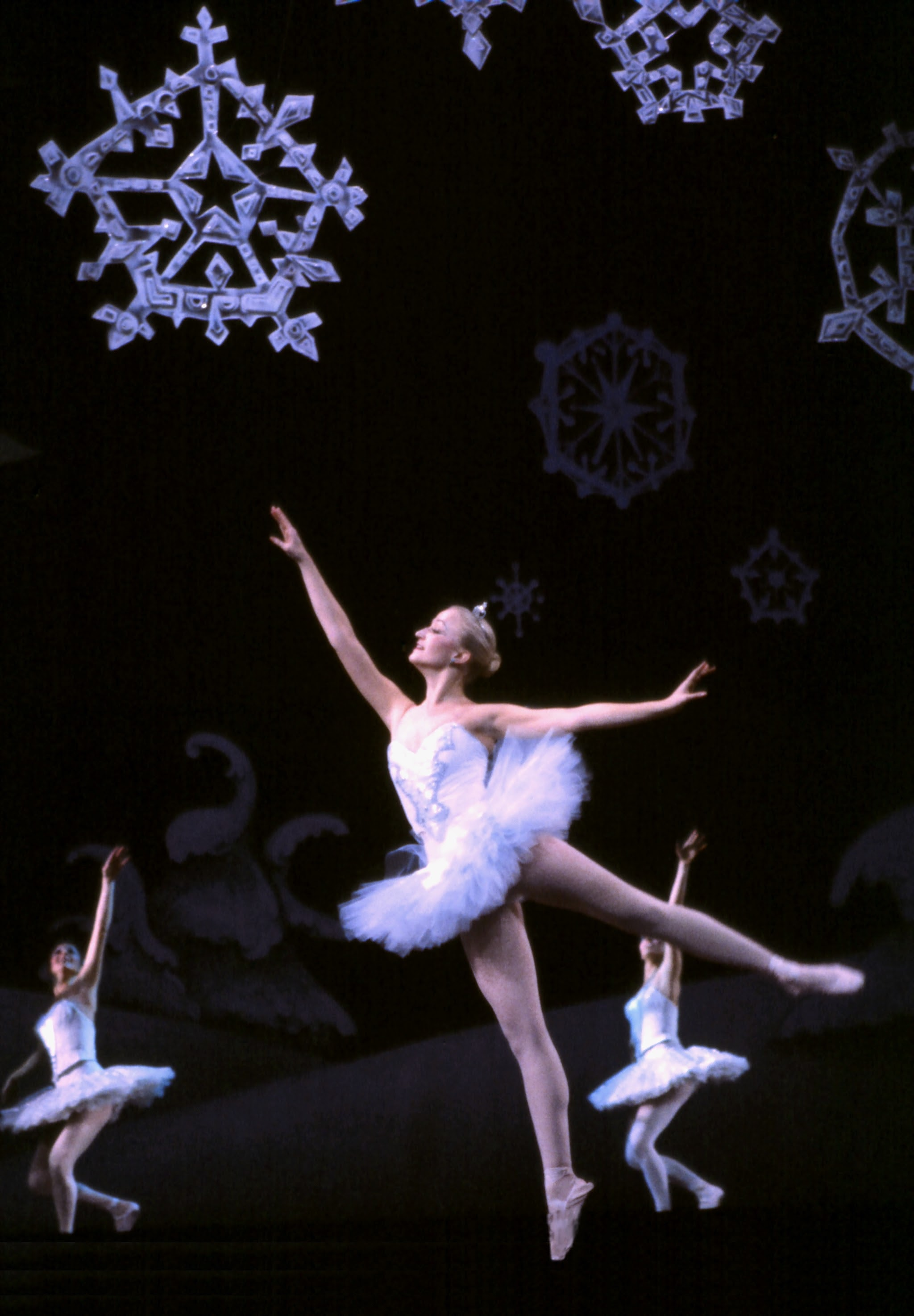
Vals de los copos de nieve, 1981.
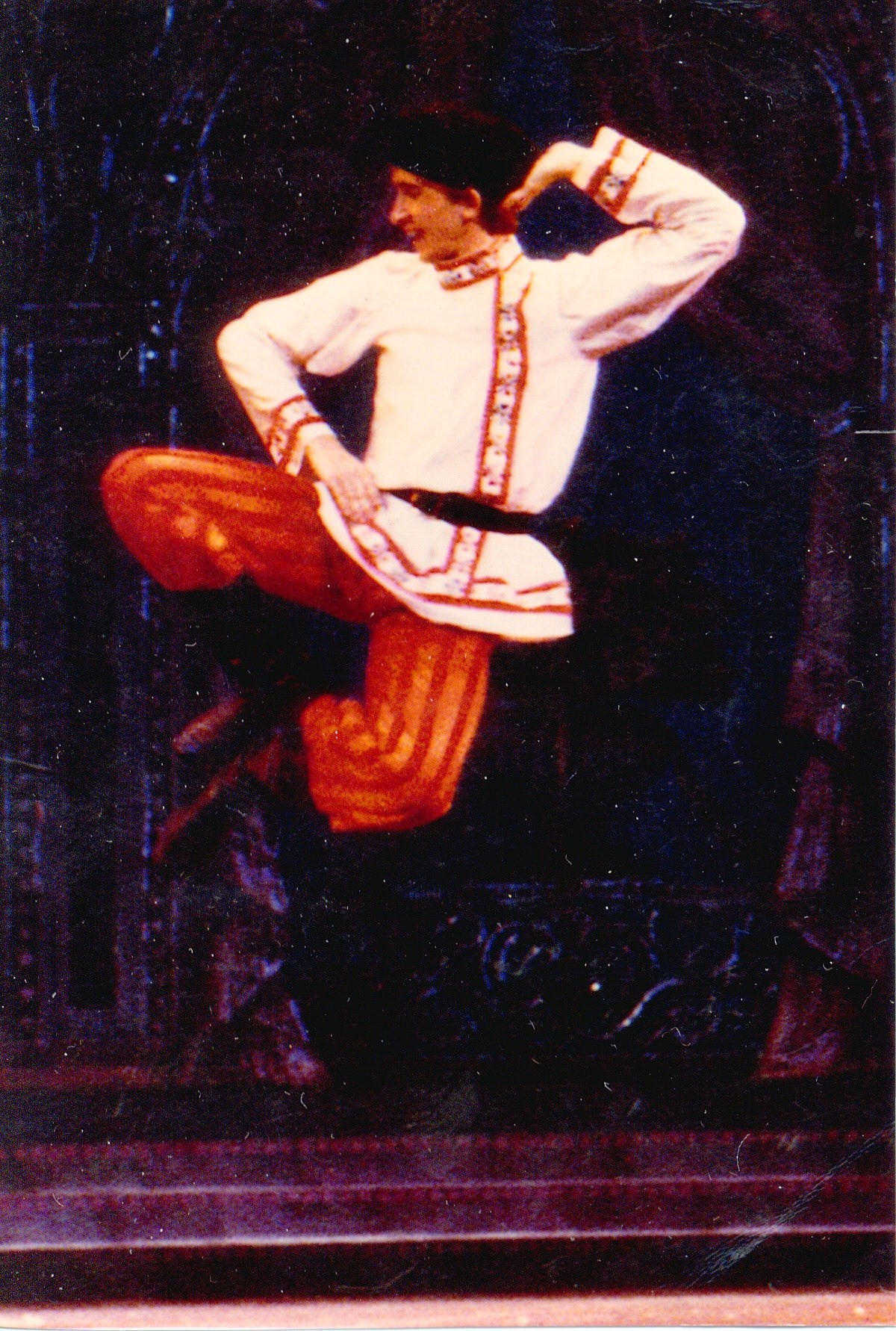
Stas Kmiec interpretando Trepak (o danza rusa), 1985.
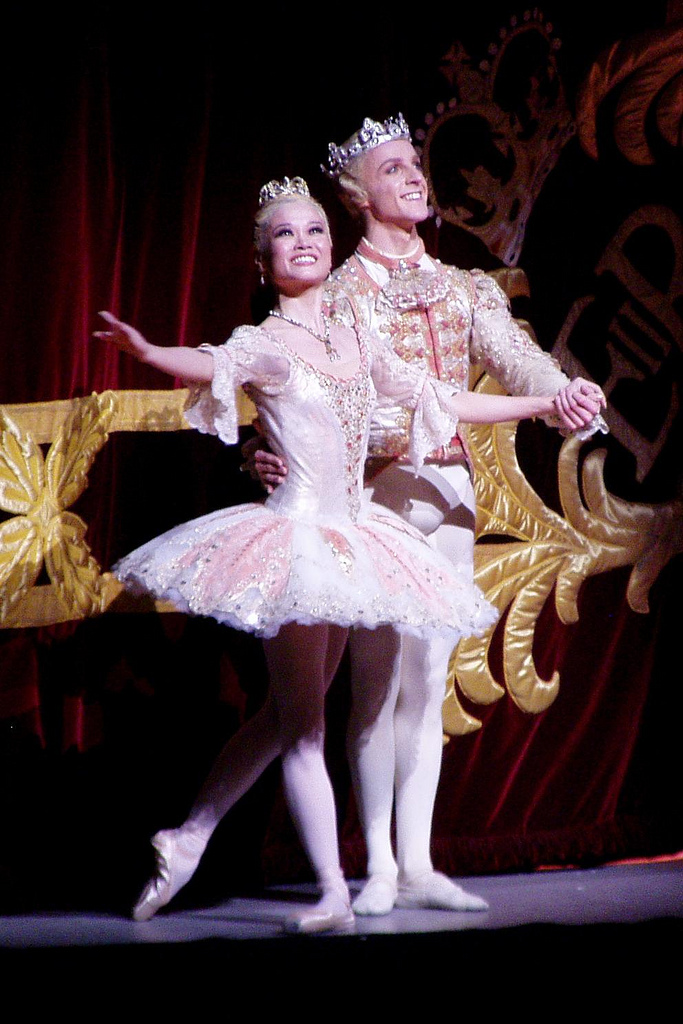
Miyako Yoshida (hada del azúcar) y Steven McRae (príncipe), 2009.
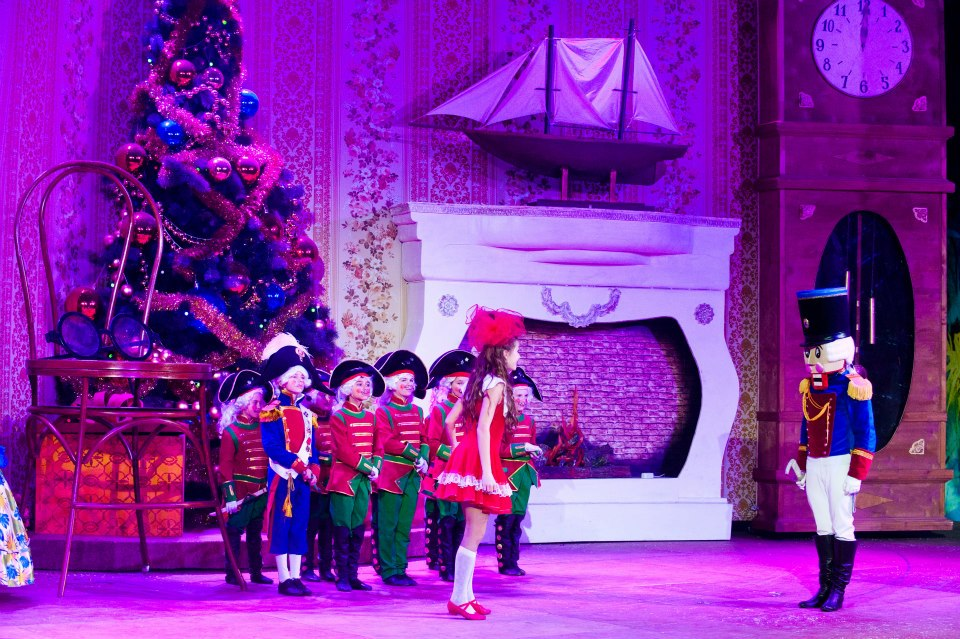
Montaje en Kazán, 2012.